# 锡根大学
锡根大學（德語：Universität Siegen）是一所位於北莱茵-威斯特法伦州锡根市的研究型公立大學，是德國領先的研究型大學德国科学基金会的成員之一 。該大學成立於1972年。截至2017年，共有18,618名學生入讀該大學 。

## 历史
锡根大學的歷史可以追溯到在锡根地區最初出現教育機構的16世紀。1536年，拿騷-迪倫堡伯爵威廉一世派遣撒克遜教育家和神學家Erasmus Sarcerius負責建立一所拉丁语學校。 在1594年至1599/1600期間和1606年至1609年期間，加尔文主义改革派的Herborn Academy（Academia Nassauensis）從黑博恩搬到了锡根，在那裡它被遷置于下城堡中。

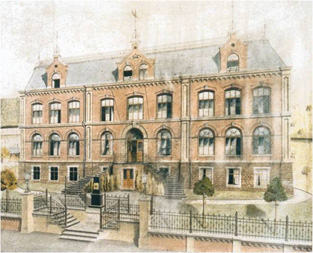
Siegen Wiesenbauschule在1903年左右美丽的學校

### ”Wiesenbauschule“
1853年，Wiesenbauschule園林綠化學校成立，很快在當地以外獲得了聲譽。在這裡，教授園林綠化和土地改良，包括灌溉技術和草地排水，以幫助提高農田的產量。 這在锡格兰地區尤其重要，因為區域煉鐵廠對木炭的高需求意味著大部分地區都是林地。 因此，有限的區域適合於養牛，因此必須研究從有限數量的草地增加產量的研究。
二战后，该学院的重点转向土木工程，1962年更名为国立土木工程学院(State school of civil engineering)。

### 前體和基礎
下一個將在锡根（以前位於Weidenau /Hüttental）設立的學術設施是PädagogischeHochschuleSiegerland（教育大學Siegerland），成立於1964年。1965年，它成為PädagogischeHochschuleWestfalen-Lippe（教育大學）的Siegerland部分 Westfalen-Lippe），標誌著它轉變為科學大學。
1972年8月1日，《综合大学发展法》推动在Siegen/ Huttental建立了一所综合大学，以及在北莱茵-威斯特法伦的另外四所综合大学。 位於锡根和Gummersbach的學校的PädagogischeHochschuleSiegerland和Siegen-Gummersbach應用科學大學合併成為新的Siegen綜合性大學。 1980年，锡根綜合大學更名為Universität-Gesamthochschule（University-Comprehensive University）。 古默斯巴赫地點於1983年6月1日轉移到科隆應用技術大學。 然後，2003年1月1日，“綜合性大學”的形式被廢棄，現有的綜合性大學成為普通大學。 從那時起，該大學一直被稱為锡根大學。

### 當前方向

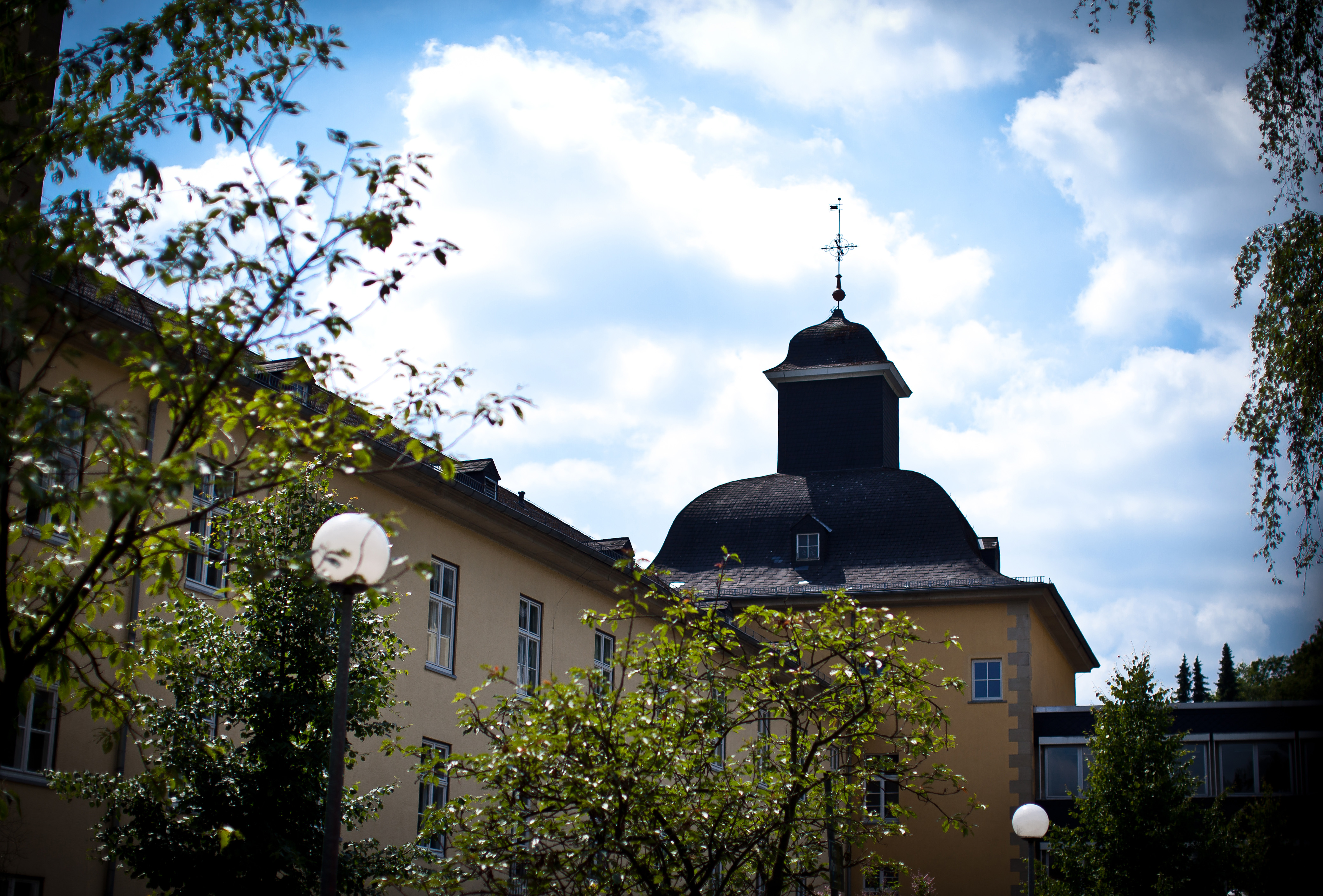
艾美獎諾特校園

1996年，锡根大學/綜合大學是第一所參加歐洲校長會議（CRE）“機構質量審計計劃”的德國大學，並逐步實施審計師的建議。锡根大學將自己視為一所現代化大學，專注於基礎研究，實踐培訓，並為锡根 - 維特根斯坦及鄰近地區的結構變革做出貢獻。
根據導致建立綜合性大學的政治目標，锡根大學是民主，平等機會，透明的專業和科學教育以及國際視野的標誌。綜合性大學固有的改革方法通過綜合方案付諸實施，例如創新的綜合文憑課程“媒體規劃，發展和諮詢”以及“德國和歐洲商法”。
在博洛尼亚进程的框架內，锡根大學早期實施了學士/碩士系統，目的是在2006-2007冬季學期期間在所有院系完成該模型的設置。 最後剩餘的文憑課程實際上在2008-2009冬季學期轉變為學士/碩士課程。 這一舉措使學生的成就具有可比性，並推動了課程的國際化。 此外，正在引進和加強現代語言培訓，重點是國外夥伴關係。
锡根大學越來越致力於與校友合作，並定期組織校友會議。

## 组织

### 院系

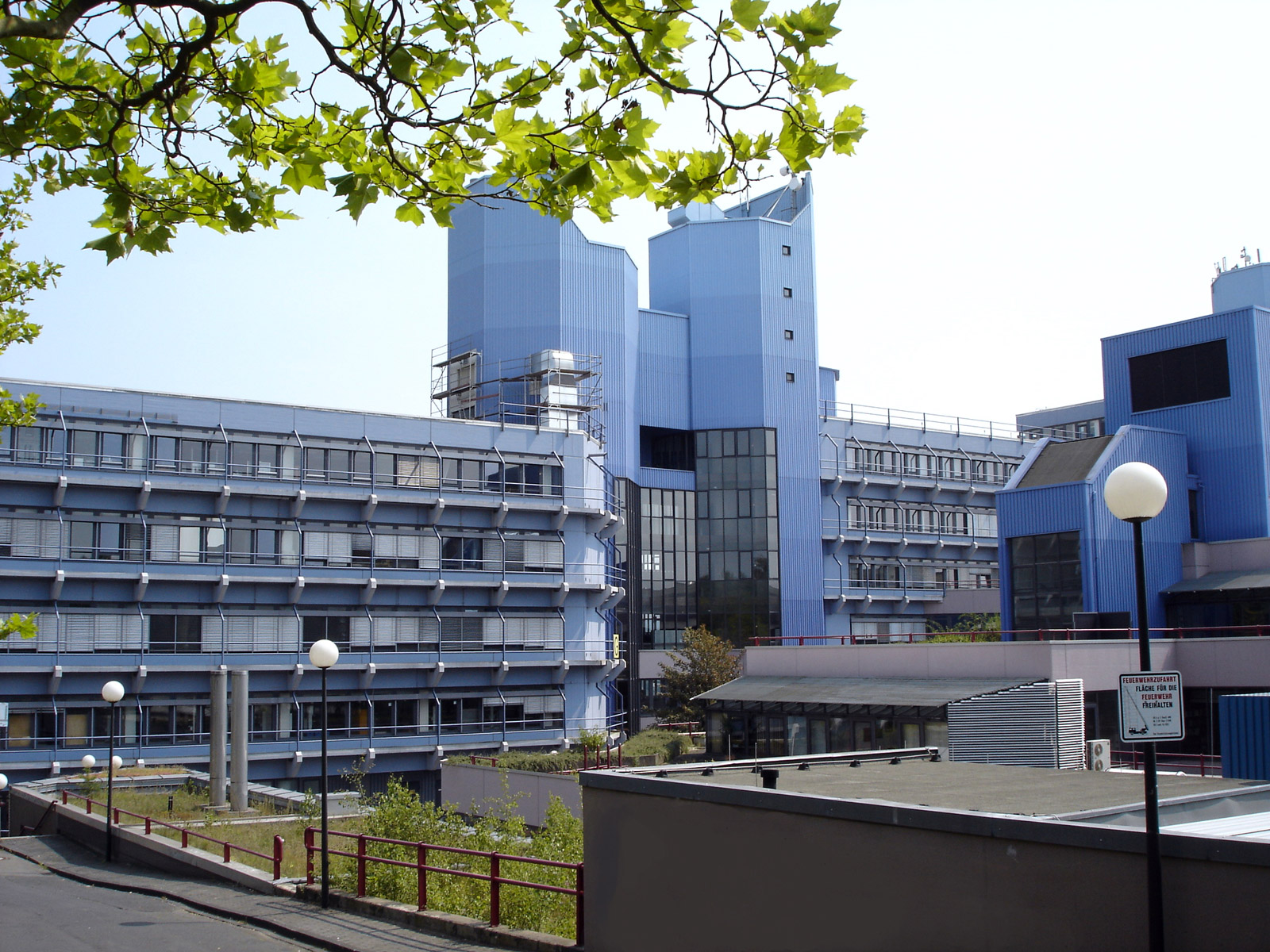
校園“Adolf-Reichwein-Strasse”

锡根大學共有來自四個學院的126個學位課程:
| 学院一：藝術與人文學院                                    |
| --------------------------------------------------------- |
| Department of Germanic Studies                            |
| Department of History                                     |
| Department of Media Studies                               |
| Department of Philosophy                                  |
| Department of Romance Studies                             |
| Department of English                                     |
| Department of Protestant Theology                         |
| Department of Catholic Theology                           |
| Department of Social Sciences                             |
| 学院二：教育·建築·藝術                                    |
| Department of Education and Psychology                    |
| Department of Architecture                                |
| Department of Art and Music                               |
| 學院三：經濟學科                                          |
| 學院四：科學與技術                                        |
| Department Civil Engineering                              |
| Department of Chemistry and Biology                       |
| Department of Electrical Engineering and Computer Science |
| Department of 機械工程                                    |
| Department of 数学                                        |
| Department of 物理学                                      |

### 科學中心和機構

#### 跨學科媒體研究
- 媒體研究所
- 研究生院“定位媒體”

#### 人文科學，社會科學和教育研究
- 锡根大學能力中心
- 文科和社會科學研究所
- 歐洲區域研究所
- 锡根專業語言和交流研究所
- 锡根社會化，簡歷和傳記研究中心
- 康德的註釋解釋中心
- 教師培訓中心
- 社會服務規劃和評估中心
- 锡根性別研究中心

#### 以“分散組織”為重點的商業經濟學
- 南威斯特伐利亞學院為中型企業
- 锡根中型商業學院
- 锡根公司稅務，審計，報告和商業法律研究所
- 锡根經濟培訓中心
- excillence中心

#### 自然科學與工程
- 锡根粒子物理中心（CPPS）
- DFG研究單位“夸克風味物理和有效場論”
- DFG研究生課程“成像新模式”
- 微/納米化學和技術研究中心
- 創新材料中心
- 多學科分析和應用系統優化研究中心
- 北萊茵 - 威斯特法倫州傳感器系統中心
- 發展中國家研究和知識轉讓中心

## 學生

### 通常
該大學擁有大約17,500名本科生和研究生。 這些學生中大約有13.5％是外國人。
锡根大學在144個學習領域的四個學院提供各種各樣的本科，研究生和博士後學位課程。
在德國大學中很常見，學年包括夏季和冬季學期（學期）。 冬季學期從10月1日到3月31日，而夏季學期從4月1日到9月30日。但是，講座和課程通常不會在這些時期的整個期間運行，並允許在春季和秋季休息。
德國大學享受政府補貼，由於立法改革，從2011年秋季開始，锡根大學將不再收取學費。

### 学生生活
有許多學生俱樂部和組織，其中包括學生運營的廣播電台Radius 92.1和學生電視節目Campus TV。
锡根位於德國最密集的森林地區之一，為休閒和戶外活動提供了絕佳的機會。
該大學在其各種宿舍內提供學生宿舍，由“Studentenwerk”經營。 此外，锡根還有更多的宿舍，由其他機構運營，並與老年人建立夥伴關係。 許多學生找到私人生活安排，例如Wohngemeinschaften（共用公寓）。

### 國際學生
國際辦公室 （页面存档备份，存于）是有關國際學習課程，國際學術合作和國際學術交流的主要聯繫人。 此外，國際辦公室還指導和指導國際申請人在大學的一個地方，在锡根的學習和生活過程中提出各種問題。
國際學生的一些活動促進了他們的融合，並幫助學生找到新朋友。 每個學期，國際辦公室都會舉辦歡迎週，讓國際學生在锡根的第一步（步行穿過城市，開設銀行賬戶，註冊醫療保險等）獲得指導。 在學期期間，提供包括前往附近城市的旅行，跨文化培訓或高繩課程的計劃。

## 校園

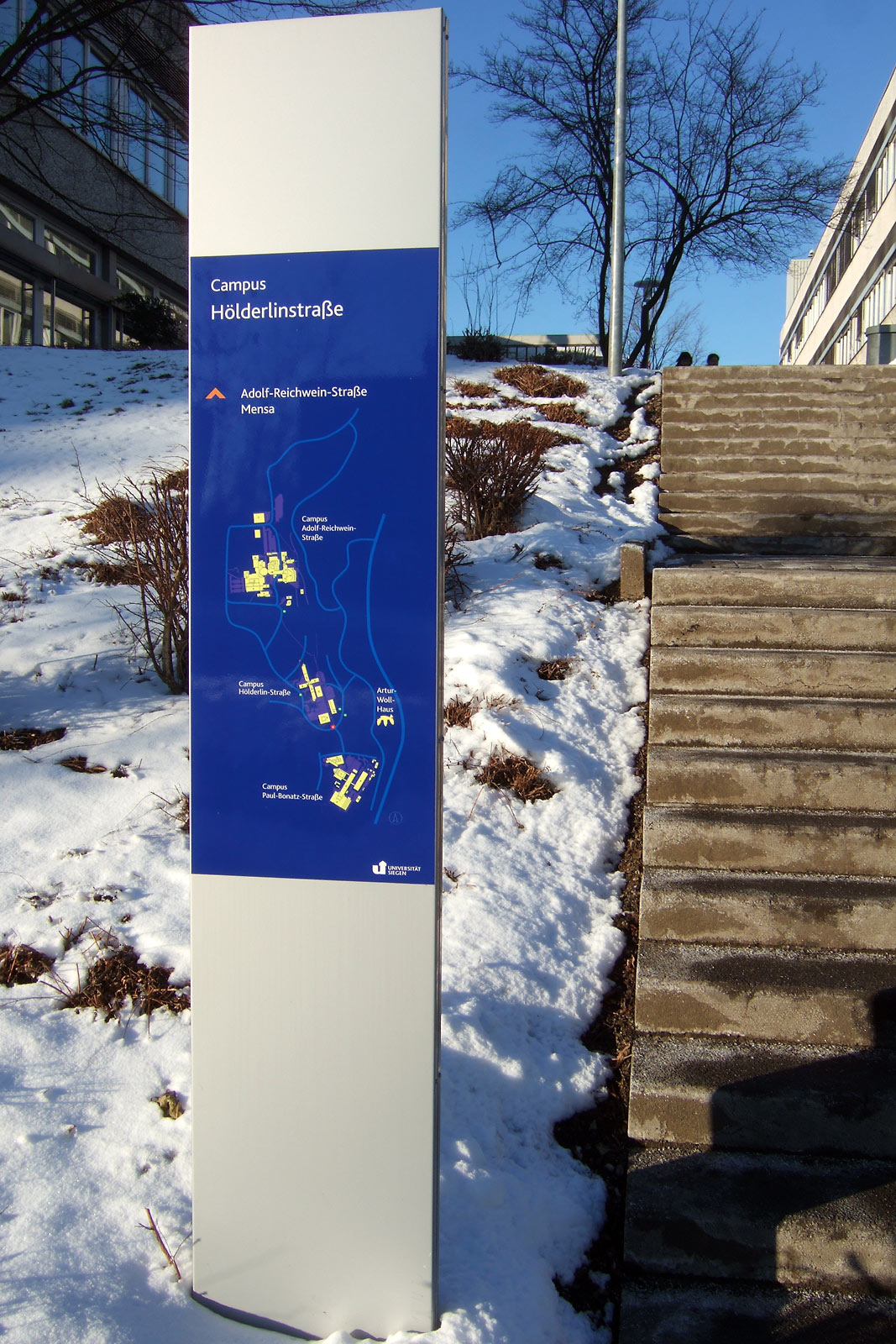
校園招牌

锡根大學是一所校園大學，佔地面積約92,000平方米。 建築物分佈在锡根的三個核心區域（Haardter Berg山，Emmy-Noether-Campus和Herrengarten的管理部門）。

### 位置
大多數大學建築位於锡根Weidenau區的東北側。 Haardter Berg的設施包括Adolf-Reichwein-Straße校區，該校區擁有最大的演講廳，中央食堂，中央圖書館以及信息和媒體技術中心的一部分。 東南部約500米的Hölderlinstraße校區，可容納信息和媒體技術中心，中央課程指導服務和部門圖書館。 位於保羅 - 博納茲大街（Paul-Bonatz-Straße）以南另400米處是工程學校，是前工程學院的現代後代。 位於Haardter Berg山東坡的Artur-Woll-Haus於2003年3月25日開放，可容納賓館和外部資助的研究設施。
位於Fischbacherberg山的Haardter Berg西南部的一些5（3.1英里）是Emmy-Noether-Campus，自1999年以來，它一直是數學和物理學院的所在地。
位於Weidenau和Geisweid地區邊界的Haardter Berg以西的1（0.62英里）是前啤酒廠，藝術學院所在地。 在這裡，藝術學生創作實際作品，包括繪畫和攝影，並定期舉辦展覽。
大學管理和學生服務位於市中心Herrengarten的前Siegen內陸收入辦公室，而國際辦公室則位於锡根的前電報局。 這座城市，大學和政府正在共同努力，將锡根的較低城堡完全放在大學的處置中，以容納設施和院系。

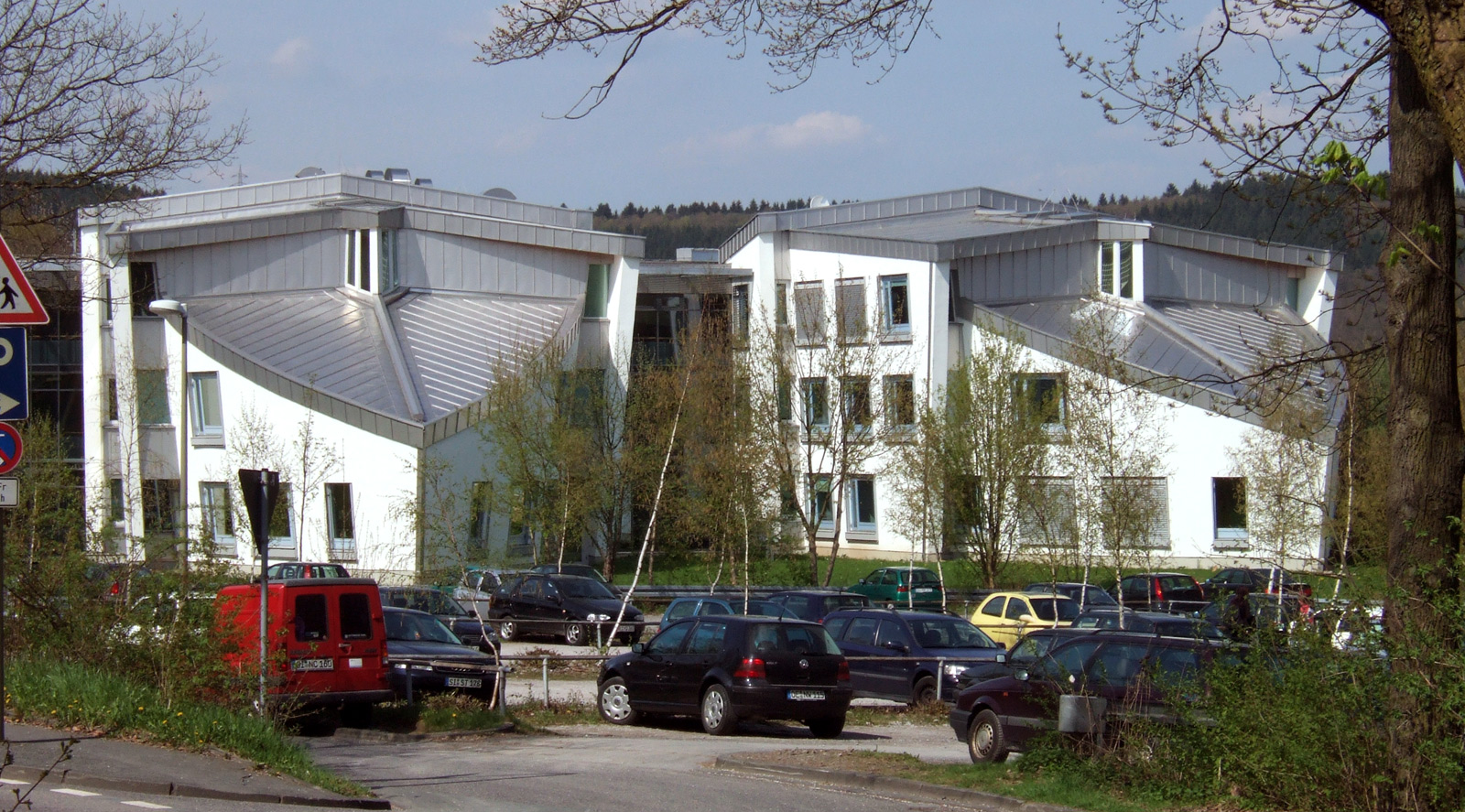
阿圖爾-沃爾故居

### 建築
Artur-Woll-Haus是一座獨特的建築，由荷蘭建築師的“rau architecten”設計。 它由一個弧形中央單元組成，有三個類似於拖船的機翼。 建設成本約為860萬歐元。
锡根大學與北莱茵-威斯特法伦的其他大學一起計劃，因此在杜伊斯堡-埃森大學可以找到類似的風格，甚至一些相同的建築模塊，帕德博恩大學和伍珀塔爾大學。

## 著名的校友和教授
- Marcel Beyer (生于1965年), 作家
- 烏維·波爾 (生于1965年), 導演，製片人和編劇
- Wolfgang Dehen (生于1954年), 西門子能源部門首席執行官
- Herbert Henzler (生于1941年), 麦肯锡公司德國辦事處前任主席，瑞士信貸集團前主席
- 彼得·胡辛 (生于1948年), 重量級拳擊冠軍
- Andreas Pinkwart (生于1960年), 北萊茵-西發利亞州副州长（2005-2009年期间）（自由民主黨籍）
- Johannes Remmel (生于1962年), 北萊茵-西發利亞州氣候變化，環境，農業，科學和消費者保護部長（联盟90/绿党籍）
- Frank Schirrmacher (生于1959年), 德國國家報紙法兰克福汇报的聯合出版商
- Klaus-Peter Thaler (生于1949年), 環十字冠軍
- Axel Weber (生于1957年), 瑞銀集團董事長，德意志联邦银行前總裁